# Autohifi
Autohifi (Verlagsschreibweise autohifi) war eine Special-Interest-Zeitschrift im Bereich Car-HiFi der Weka Media Publishing GmbH. Sie erschien sechsmal im Jahr. Chefredakteur war Dirk Waasen, der auch den Telekommunikationstitel Connect leitet. Waasen hat mehr als zehn Jahre lang für Autohifi Verstärker getestet. Geschäftsführender Redakteur war Oliver Stauch.

## Geschichte und Ausrichtung
Autohifi wurde 1991 als Ableger des Heim-HiFi-Magazins Stereoplay gegründet und befasste sich mit allem, was im Auto mit Hi-Fi, Multimedia, Navigation und Musik zu tun hat. Die Redaktion testete CD- bzw. DVD-Radios, Auto-Verstärker, Lautsprecher, Subwoofer, Kabel etc. Dazu kommen Artikel über HiFi- und Multimedia-Autoeinbauten. Berichtet wurde über spektakuläre Anlagen in Traumautos (zum Beispiel Ferrari F430), aber auch über bezahlbare Anlagen in ganz normalen Wagen (etwa Renault Clio). In Know-how-Strecken wurde erklärt, wie man einbaut.
Die erste Autohifi-Ausgabe erschien im April 1991, das eigentlich erste Heft aber schon Ende 1990. Diese Probenummer hieß „Power Sound“ und setzte auf die Kombination „Models und Geräte“. Doch wie eine Leserbefragung zeigte, kam weder der Name „Power Sound“ noch die optische Gestaltung bei der angepeilten Leserschaft an. Die Redaktion unter Gründungschefredakteur Karl Breh (1932–2024) entschied sich daher für eine sachlichere Herangehensweise: Man änderte den Titel in „Autohifi“ (Untertitel: „Das Spezial von Stereoplay“) und verzichtete auf die Komponente „Frau“.
Den Anlass für die Gründung des Magazins beschrieb Karl Breh im Editorial von „Power Sound“ so: „Weil es allein in der BRD 30 Millionen zugelassene Autos gibt.… In den meisten dieser Staukandidaten spielen Autoradios.… Auf das, was die Autohersteller zum Musikmachen anbieten, ist kein Verlass.“
Die 1990er-Jahre liefen erfolgreich für Autohifi. Erschien das Heft zunächst vierteljährlich, so erhöhte der Verlag bereits 1992 die Frequenz auf sechs Ausgaben im Jahr. Die Nachfrage nach Auto-HiFi-Geräten war groß, nicht zuletzt durch viele Musikfreunde in den damals neuen Bundesländern. Außerdem war es leicht, das Werksradio gegen ein besseres Nachrüstradio zu tauschen, weil die Autohersteller die Radios noch nicht so stark ins Armaturenbrett integriert hatten wie heute. Heute ist der Ausbau des Werksradios oft kaum noch oder nur schwer möglich, da es erstens hochintegriert ist und zweitens über Bus-Systeme nicht selten andere elektronische Funktionen des Wagens steuert.
Im Jahr 2001 erhöhte der Verlag die Frequenz auf neun Ausgaben im Jahr – acht reguläre Hefte und ein High-End-Sonderheft im Großformat. Da sich Autohifi von Beginn an mehr dem Klang und weniger der Lautstärke verpflichtet gefühlt hatte, schien der Schritt in Richtung High-End konsequent zu sein. Diese Umstellung führte jedoch zu einer unregelmäßigen Erscheinungsweise, die sich manche Leser nur schwer merken konnten. 2007 kehrte man folglich zur bewährten Sechserfrequenz zurück.
Zusätzlich erschien seit 1994 einmal im Jahr der Autohifi-Katalog. Dieser listete die überwiegende Mehrheit der am Markt erhältlichen Auto-HiFi-Geräte auf, nannte ihre Spezifikationen und Preise. Bis 2003 war der Katalog eine eigenständige Publikation, seit 2004 lag er in einer schlankeren Variante der Autohifi-Ausgabe 3 eines jeden Jahres kostenlos bei.
1999 erkannte die Redaktion die wachsende Bedeutung der Elektronik im Auto und initiierte daher das Sonderheft „Auto Inside“, in dem sich alles um Telematik, Handy im Auto, Navigation etc. drehte. „Diese Elektronik wird Autos und das Autofahren grundlegend verändern“, schrieb der damalige Redaktionsleiter Alexander Strobel im Editorial dieses Hefts. Als das Sonderheft dann ab September 1999 regelmäßig erschien, hieß es allerdings nicht mehr „Auto Inside“, sondern „Auto Connect“. Zur Umbenennung Alexander Strobel: „Die namentliche Nähe zur Schwesterzeitschrift connect, Europas größtem Magazin für Telekommunikation, wurde gesucht, um den an Bedeutung zunehmenden Anteil von Telekommunikations-Elektronik im Auto im Titel auszudrücken.“ Ab 2002 erschien die Zeitschrift dann auch nicht mehr unter der Regie von Autohifi, sondern viermal im Jahr als Ableger von Connect und wurde seit der Ausgabe 01/2009 unter dem neuen Namen NAVIconnect alle zwei Monate veröffentlicht.
Mit Erscheinen der Ausgabe 1/2013 wurde die Autohifi eingestellt.

## Testberichte
Autohifi testete Auto-HiFi-Komponenten. Dazu zählen CD-Radios, Subwoofer (sowohl Chassis als auch Gehäuse-Subwoofer), Lautsprecher, Verstärker (Mono bis Mehrkanal), Navigationssysteme oder auch Zubehör wie Kabel und Batterien. Die Messungen wurden in der verlagseigenen „Testfactory“ durchgeführt, einem DIN-zertifizierten Labor. Dazu kommen A/B-Hörtests gegen Referenzgeräte und – bei Radios – Empfangsfahrten auf ausgewählten Strecken. Alle getesteten Geräte werden in einer Rangliste platziert, der sogenannten Bestenliste.

## CD-Beilagen
Hin und wieder erschien das Heft mit einer CD-Beilage, auf der sich Musik, Testsignale oder Software befand. So erschien Autohifi 2/2007 mit einer CD, auf der Testtöne und ein Messprogramm abgelegt waren. Mit dem Programm und den Tönen sollte der Auto-HiFi-Fan seine Anlage optimal einstellen und den Klang verbessern können.

## Leser
Autohifi erreichte 247.000 Leser (AWA 2007), im Schwerpunkt junge Männer, die überdurchschnittlich viel Geld in ihr Hobby investieren und das Equipment größtenteils selbst installieren. Der Durchschnittswert ihrer Auto-Anlagen beträgt 2.500 Euro (Quelle: Leserbefragung 2007).